# Потапов, Владимир Яковлевич
Владимир Яковлевич Потапов  (род. 22 января 1947, Казань, ТАССР, СССР) — советский и российский военачальник. Участник первой чеченской войны. Начальник штаба - первый заместитель командующего войсками Северо-Кавказского военного округа (1993—1997). Заместитель секретаря Совета Безопасности РФ (1998-2004)Генерал-полковник.

## Биография
Родился 22 января 1947 года в посёлке Лесхоз Кайбицкого района Татарской АССР.
Образование: Окончил Казанское высшее танковое командное училище в 1967 г., Военную академию им. М. В. Фрунзе в 1975 г., Военную академию Генерального штаба Вооруженных Сил СССР в 1988 г.
До 6 класса Владимир Яковлевич учился в Барлебашской средней школе. Затем отца, Якова Дмитриевича переводят главным лесником в Нижний Услон. Мама-Нонна Ивановна работает завучем в Нижнеуслонской средней школе. 
- 23 августа 1964 года призван в ряды ВС СССР Казанским ГВК.
- 1964—1968 — курсант Казанского высшего танкового командного училища им. Президиума Верховного Совета Татарсткой АССР (Московский военный округ)

По окончании училища проходил службу на командных и штабных должностях от командира взвода до командира батальона
1972-1975  — учёба на основном факультете Военной академии имени М. В. Фрунзе, диплом по специальности командно-штабной оперативно-тактической общевойсковой
Проходил службу на командных и штабных должностях от командира батальона до командира дивизии в ГСВГ.
- 1986—1988 — учёба в Военной академии Генерального штаба Вооружённых сил СССР им. К. Е. Ворошилова с дипломом по специальности командно-штабная оперативно-стратегическая.

30.04.1988 присвоено звание генерал — майор
1988-1991 - начальник штаба 5-й общевойсковая армии Дальневосточный военный округ.
1991-1993 - командующий 5-й общевойсковая армии. Генерал — лейтенант с 29.04.1991 .
С 1993 г. - начальник штаба - первый заместитель командующего войсками Северо-Кавказского военного округа.
С 1997 г. - заместитель начальника управления военных инспекторов Государственной военной инспекции Президента РФ.
В апреле 1998 г. был назначен заместителем секретаря Совета безопасности РФ, в мае 2000 г. вновь утвержден в этой должности, курировал вопросы военного строительства.
В мае 2004 г. был освобожден от должности заместителя секретаря Совета безопасности в связи с его реорганизацией, проводившейся в рамках административной реформы.
Академик, профессор Академии проблем безопасности, обороны и правопорядка.
Награжден орденами и медалями СССР и РФ.
Лауреат премии им. Г.К. Жукова - за выдающийся вклад в развитие и укрепление обороноспособности РФ (2001), премии им. Петра Великого (с вручением золотой медали) - за выдающийся вклад в развитие и укрепление Государства Российского (2003).
Женат, имеет сына.
Увлечения: охота, бильярд, волейбол, плавание..

## Знаки отличия
- Орден Красной Звезды
- Орден Мужества
- Орден «За службу Родине в Вооружённых Силах СССР» 3 степени
- Медаль «За укрепление боевого содружества»
- Юбилейная медаль «Двадцать лет Победы в Великой Отечественной войне 1941—1945 гг.»
- Юбилейная медаль «300 лет Российскому флоту»
- Медаль «Ветеран Вооружённых Сил СССР»
- Юбилейная медаль «50 лет Вооружённых Сил СССР»
- Юбилейная медаль «60 лет Вооружённых Сил СССР»[2]
- Юбилейная медаль «70 лет Вооружённых Сил СССР»[3]
- Медаль «За безупречную службу» I степени
- Медаль «За безупречную службу» II степени
- Медаль «За безупречную службу» III степени
- Медаль «За ратную доблесть» и др.

- Иностранные награды.